# Bahram III
Bahram III – władca Persji z dynastii Sasanidów (293). Był synem i następcą Bahrama II. Rządził tylko 4 miesiące.